# Bichelbach
Der Bichelbach ist ein 6,1 km langer, östlicher und orographisch rechter Zufluss der Weiß in den Gemarkungen der Ortschaften Hainchen, Irmgarteichen, Gernsdorf und Rudersdorf im nordrhein-westfälischen Kreis Siegen-Wittgenstein.

## Verlauf
Der Bichelbach entspringt im Südwesten des Rothaargebirges. Etwa 380 m (Luftlinie) südöstlich von der im Wald gelegenen Bachstelle, an der seine Kilometrierung von 6,1 km Länge beginnt (497,5 m ü. NHN), liegt in der zu Netphen gehörenden Gemarkung Hainchen etwas nordwestlich unterhalb vom Gipfel der Südwestkuppe (605,9 m) der Haincher Höhe auf etwa 559 m Höhe auch im Wald die Bichelbachquelle. Etwa 1,8 km südwestlich der Bichelbachquelle befindet sich als südwestliche Fortsetzung der Haincher Höhe die Gernsbacher Höhe (540,6 m); in Quellnähe verläuft über die Haincher Höhe der Rothaarsteig.
Wenige Meter unterhalb der vorgenannten Bachstelle verläuft der fortan durch das Siegerland und anfangs nordwestwärts fließende Bichelbach auf etwa 300 m Fließstrecke durch die Gemarkung Irmgarteichen. Danach tritt er in die Gemarkung Gernsdorf ein und verlässt bewaldetes Gebiet. Fortan fließt er durch die Wiesenlandschaft des Naturschutz- und Fauna-Flora-Habitat-Gebiets Gernsdorfer Weidekämpe, in dem es verzweigte, kleine Bäche gibt. Dort nimmt er seine ersten zwei Zuflüsse auf, von denen der untere auch Bichelbach heißt. Kurz darauf unterquert er die Landesstraße 722 (Irmgarteichen–Gernsdorf) und fließt auf kurzer Strecke parallel zu ihr – etwa in Richtung Westen.
Nach Einmünden des linksseitigen Schalkebachs und eines aus gleicher Richtung kommenden weiteren Zuflusses, der im Tal westlich des 476 m hohen Hennebergs entspringt, erreicht der Bichelbach die Ortschaft Gernsdorf, wo er etwas nach Nordosten fließt. Dort nimmt er rechtsseitig drei weitere kleine Zuflüsse auf: Spilzebach, Eibach und Spitzebach. Im Dorf wendet er sich nach Südwesten und dreht etwa bei Erreichen der Gemarkung und Ortschaft Rudersdorf wieder in nordwestliche Richtung ab. Im Dorf folgen linksseitig sein längster Zufluss, der von der Tiefenrother Höhe (552,3 m) kommende Wahlbach, und rechtsseitig der Mühlenbach, welcher von einer 451,5 m hohen Erhebung des Bergkamms zwischen Salchendorf und Rudersdorf hinab fließt und kurz vor seiner Mündung einen kleinen Teich speist.
Etwas unterhalb von Rudersdorf mündet der Bichelbach nahe dem auf 316,2 m Höhe gelegenen Abzweig der L 893 (führt nach Anzhausen) von der L 722 (Rudersdorf–Wilnsdorf) auf etwa 314 m Höhe in den dort von Süden kommenden Sieg-Zufluss Weiß; etwa 250 Bachmeter weißabwärts steht die Anzhäuser Mühle.

### Naturräumliche Zuordnung
Der Bichelbach entspringt in der naturräumlichen Haupteinheitengruppe Süderbergland (Nr. 33), in der Haupteinheit Rothaargebirge (mit Hochsauerland) (333) und in der Untereinheit Dill-Lahn-Eder-Quellgebiet (333.0) im Naturraum Kalteiche (mit Haincher Höhe) (333.00). Wenige Meter unterhalb seines Quellgebiets erreicht er in der Haupteinheit Siegerland (331) und in der Untereinheit Nordsiegerländer Bergland (331.0) den Naturraum Südliches Siegener Bergland (331.04), in dem er bis zu seiner Mündung fließt.

## Einzugsgebiet und Zuflüsse
Das Einzugsgebiet des Bichelbachs ist 15,93 km² groß. Zu seinen Zuflüssen gehören (bachabwärts betrachtet):
| Name        | Seite  | Länge (km) | Quell-          | Mündungs-       | EZG (km²) | GKZ       |
| Name        | Seite  | Länge (km) | höhe (m ü. NHN) | höhe (m ü. NHN) | EZG (km²) | GKZ       |
| ----------- | ------ | ---------- | --------------- | --------------- | --------- | --------- |
| namenlos?   | rechts | 0,96       | 478             | 417,5           | –         | 272162-12 |
| Bichelbach  | rechts | 0,70       | 455             | 412,0           | –         | –         |
| namenlos?   | rechts | 0,70       | 454             | 402,5           | –         | –         |
| namenlos?   | links  | 1,74       | 510             | 388,0           | –         | 272162-14 |
| Schalkebach | links  | 0,85       | 440             | 382,5           | –         | –         |
| Spilzebach  | rechts | 0,70       | 437             | 367,0           | –         | –         |
| Eibach      | rechts | 1,16       | 416             | 355,0           | –         | 272162-16 |
| Spitzebach  | rechts | 0,35       | 378             | 350,0           | –         | –         |
| Wahlbach    | links  | 3,86       | 470             | 325,0           | 6,253     | 272162-2  |
| Mühlbach    | rechts | 2,01       | 414             | 319,5           | –         | 272162-92 |

## Lahn-Sieg-Wasserscheide
Das Quellgebiet des Bichelbachs und die Quellen von einigen seiner Zuflüsse liegen nahe der Lahn-Sieg-Wasserscheide, die über die Haincher und Gernsbacher Höhe verläuft. Während das Wasser der jenseits von deren gemeinsamen Bergkamm entspringenden Dill den Rhein-Zufluss Lahn erreicht, mündet jenes des Bichelbachs durch die Weiß in den Rhein-Zufluss Sieg.